# Hermann Vortmann

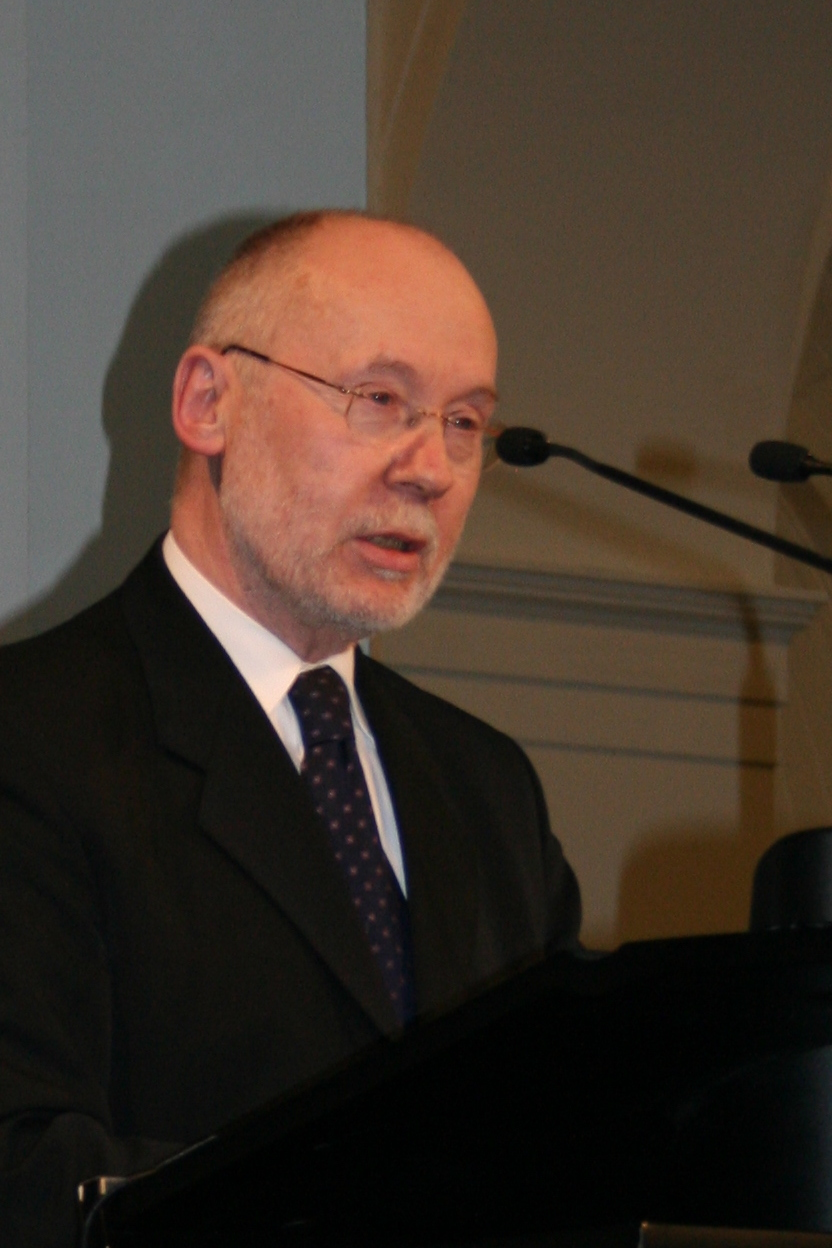
Hermann Vortmann (2010)

Hermann Vortmann (* 12. März 1945 in Recklinghausen) ist ein deutscher Lehrer, ehemaliger Schulrat, pensionierter Schuldezernent und Pädagoge mit den Schwerpunkten Schulpädagogik sowie Mathematik und ihre Didaktik.

## Leben
Hermann Vortmann besuchte in Recklinghausen Volksschule und Staatliches Aufbaugymnasium (Freiherr-vom-Stein-Schule). 1964 erwarb er die Allgemeine Hochschulreife. Nach einem Studium an der Pädagogischen Hochschule Münster I, später Pädagogische Hochschule Westfalen-Lippe, legte er die Erste und die Zweite Staatsprüfung als Volksschullehrer ab und arbeitete danach als Lehrer an verschiedenen Schulformen. 
Nach einem weiteren Studium (nebenberuflich von 1975 bis 1980) an der Pädagogischen Hochschule Westfalen-Lippe (Mathematik und ihre Didaktik, Pädagogik und Psychologie) wurde Hermann Vortmann 1980 bei Peter Sorger mit einer Arbeit über die Ausbildung und Prüfung von Mathematiklehrern zum Dr. paed. promoviert.

## Leistungen
Ab 1971 übernahm Vortmann zusätzlich Aufgaben in der Ausbildung und Prüfung von Lehrern in den Bezirksseminaren Recklinghausen und Coesfeld sowie in den Prüfungsämtern für Erste und Zweite Staatsprüfungen für Lehrämter an Schulen in Münster. 1974 wurde er zum Stellvertreter des Leiters des Bezirksseminars in Coesfeld ernannt und wechselte damit hauptamtlich in die Lehrerausbildung.
1981 übernahm Vortmann die Leitung der Ludgerusschule, einer katholischen Hauptschule in Rhede, und 1982 die Leitung der Don-Bosco-Schule, einer Gemeinschaftshauptschule in Gescher.
Einen großen Teil seines beruflichen Lebens war er in der staatlichen wie in der kirchlichen Schulaufsicht tätig. 1990 wurde er zum Schulrat für den Kreis Warendorf, 1994 zum Schulamtsdirektor ernannt. 1995 wechselte er in dieser Funktion an das Schulamt für den Kreis Borken. 2002 wurde er vom Schulministerium in Nordrhein-Westfalen in eine Arbeitsgruppe der Kultusministerkonferenz entsandt, die die Bildungsstandards Mathematik für die Abschlüsse der Sekundarstufe I erarbeitete.   Zur gleichen Zeit wurde er mit der Leitung einer Arbeitsgruppe zur Weiterentwicklung der Hauptschule in Nordrhein-Westfalen beauftragt. 2004 wurde er zum Schuldezernenten des Verbandes der römisch-katholischen Kirchengemeinden in der Freien und Hansestadt Hamburg, einer Körperschaft des öffentlichen Rechts, gewählt und in dieser Funktion zum Leitenden Oberschulrat ernannt. 2007 übernahm er nach entsprechender Satzungsänderung zusätzlich die Aufgaben des Geschäftsführers des Katholischen Schulverbandes Hamburg. Zum 31. März 2010 trat Vortmann in den Ruhestand.
An der Universität Münster war Hermann Vortmann im Bereich Schulpädagogik und Allgemeine Didaktik von 2000 bis 2007 und an der Katholischen Hochschule für Sozialwesen Berlin im Bereich Bildung und Erziehung von 2009 bis 2012 jeweils als Lehrbeauftragter tätig.

## Veröffentlichungen (Auszug)
- mit Günter Hillebrand: Mathematik für Grund- und Hauptschulen in Unterrichtsbeispielen. Ratingen 1973
- mit Hermann Schmid: Die Übung im Mathematikunterricht der Grund- und Hauptschule. Ratingen 1975
- Grundlagen und Praxis psychomotorischer Lernziele im Mathematikunterricht. Kastellaun 1977
- Fachnähe in der Mathematiklehrerausbildung für Grund- und Hauptschulen in Nordrhein-Westfalen. Münster 1980 (=Dissertation)
- mit Hermann Schmid: Übungen im Mathematikunterricht der Grundschule. Zur Didaktik des Übens und über 100 Übungen mit und ohne Material. Heinsberg 1995
- Sekundarstufe I. Eine vielgestaltige Schulstufe für einzigartige Schülerinnen und Schüler. Heinsberg 1997
- mit Joachim Schulze-Bergmann (Hrsg.): Praxis der Ganztagsbetreuung an Schulen. Merching 2003 ff (Loseblattsammlung)
- mit Erika Werlen (Hrsg.): Die neuen Bildungsstandards für die Grundschule und Sekundarstufe I. Merching 2004 ff (Loseblattsammlung)
- mit Dennis Röhrs: Wie bitte geht’s ins Netz? Schulen ans Netz e. V. – ein Blick zu den Anfängen und in die Zukunft. In: Meendermann, Karin / Meyer, Heinz / Muszynski, Bernhard (Hrsg.): Neue Medien in der politischen Bildung. Münster 2004
- Bildungsstandards – Kernlehrpläne – Vergleichsarbeiten. Ein Bundesländervergleich. In: Rekus, Jürgen (Hrsg.): Bildungsstandards, Kerncurricula und die Aufgabe der Schule. Münster 2005
- Schul-Leben. Münster 2017
- Konfessionelle Schulen in säkularisierter Gesellschaft: Das Beispiel der Katholischen Schulen in Hamburg. In: Pädagogische Rundschau 5/2019, S. 503–523
- Christlicher Religionsunterricht im Wandel. In: Pädagogische Rundschau 3/2023, S. 345–362